# La doctrina de los ciclos

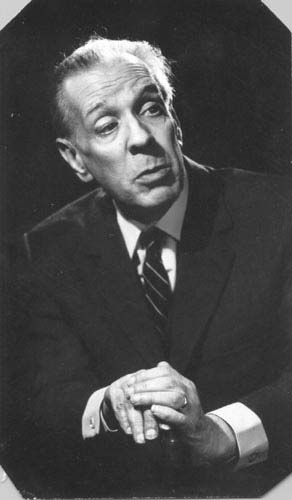
Borges en 1976

La doctrina de los ciclos es un ensayo de Jorge Luis Borges escrito en 1934 en Salto Oriental. Junto a «Historia de la Eternidad» y «El tiempo circular» conforma una suerte de trilogía explícita sobre el tema, rubricada por su compilación en el libro Historia de la eternidad.

## Tema
En este ensayo Borges supone una "refutación" del Eterno Retorno propuesto por Nietzsche. Lo hace dando cuenta de aportes de la matemática moderna y, algo menos de la física subatómica, con especial detenimiento en la figura del matemático Georg Cantor.
La noción de este último, según la cual el universo estaría compuesto por puntos infinitos, no permitiría ningún Retorno, ni del tipo estoico o platónico, ni del nietzscheano. Borges se detiene en la naturaleza del concepto matemático de proporción tratando de quitar la relación que hace dependientes las cifras que comparten dicha proporción. Acto seguido, se anularía la complejidad y jerarquización del todo en relación con la parte. Borges subraya: "debemos procurar no concebir términos decrecientes". 
 Específicamente Borges echa mano de la serie de quebrados según su magnitud para hablar del espacio y del tiempo. En este ejercicio reducido, aparentemente, a números, el cociente de la unidad por su doble representa la división, e incluso la comprensión humana, del espacio. Así, la mitad que sería efecto del cociente de la unidad por su doble (1/2) tendría como continuador de esta serie otros números de mayor cifra para cuyo resultado del cociente sería menor que el valor que le precede en la serie:
- 1/2 = 0.5 → 51/100 = 0.51 → 101/200= 0.505 →  201/400 = 0.5025

Esta operación da como resultado la tesis que fascina a Borges "la parte no es menos copiosa que el todo"; de ella fuerza una conclusión metafísica: como la operación de la mencionada serie, al buscar el final de una unidad, otra unidad surge de esa búsqueda.

A su vez, Borges anota que la noción de Regreso absoluto, si bien engendrada entre griegos, tiene su negación en la misma cosmovisión griega:

Para los griegos era imposible un nombre sustantivo sin alguna corporeidad.

Borges también repasa algunos de los rasgos estilísticos de Nietzsche, específicamente en la exposición de su vía del Retorno y en el Zarathustra: 
- Detecta una suerte de acierto en el uso de la primera persona (yo) y con ello la apropiación de la originalidad de la tesis aun cuando el filósofo alemán fuera un reconocido helenista y la tesis fácilmente localizable entre los estoicos.
- Detecta los rasgos comunes que unen la personalidad eufórica de Nietzsche y la performance expositiva del subgénero profecía. Si bien aprecia el caudal expresivo nietzscheano, Borges deja notar que no empatiza del todo con el filósofo. Más bien sí con Mauthner, de quién resaca un razonamiento que refutaría, al menos lógicamente, el Retorno nietzscheano: proponer "vivir de modo que queramos volver a vivir", como hace Nietzsche, o pedir querer volver a vivir la vida e igual niega la tesis que propone como universal, y lo que es más curioso, la niega por cuanto deja abierta la tesis de que todo pudiera haber sido de otro modo e incluso no haber sido.
- También Borges no deja pasar el fenómeno neurológico de la paramnesia, es decir, sentir haber vivido algo antes; fenómeno este al que le es aplicable la imposibilidad de la repetición ya que en sí mismo la desmiente. La paramnesia, como el Retorno, requiere, argumentativamente, de la inexistencia de la conciencia (o cognición) de que algo se repite, y al pedirlo así, en la práctica, se anula. Este fenómeno involucra el problema de un observador que Borges no olvida trazar literariamente en la figura del Arcángel Gabriel. Este personaje omnisciente de una serie hipotética de fenómenos hipotéticamente idénticos, con el solo hecho de contemplarlos idénticos, o incluso consecutivos, anula la tesis general del Retorno.